# Робинсон, Роберт
Сэр Ро́берт Ро́бинсон (англ. Robert Robinson; 13 сентября 1886, Раффорд — 8 февраля 1975, Лондон) — английский химик-органик, лауреат Нобелевской премии по химии (1947).

## Биография
Роберт Робинсон родился 13 сентября 1886 года в Раффорде близ города Честерфилда.
Степень доктора наук получил по окончании Манчестерского университета (1910). Профессор органической химии Сиднейского (1912—1915), Ливерпульского (1915—1921), Манчестерского (1922—1928) и Лондонского (1928—1930) университетов, профессор химии Оксфордского университета (1930—1955).
В 1939—1941 годах президент Химического общества Великобритании, в 1945—1950 годах президент Лондонского королевского общества. Иностранный член Национальной академии наук США (1934), Академии наук СССР (1966).
Кроме науки, Роберт Робинсон уделял время альпинизму и шахматам. Был президентом Британской шахматной федерации в 1950—1953 годах.
Роберт Робинсон умер 8 февраля 1975 года в городе Лондоне.

## Основные работы
Робинсон — один из основоположников химии природных соединений. Исследовал строение многих алкалоидов, изопреноидов, антоцианов, установил структуру морфина, стрихнина, разработал синтез атропина, кокаина, пеларгонидина и других соединений. Предложенные Робинсоном схемы биогенеза алкалоидов послужили основой для многочисленных экспериментальных работ в этой области.

## Награды и признание
- 1920 — избран членом Лондонского королевского общества[4][5]
- 1930 — Бейкеровская лекция
- 1930 — Медаль Дэви
- 1932 — Королевская медаль
- 1941 — Медаль Парацельса[нем.]
- 1942 — Медаль Копли
- 1947 — Нобелевская премия по химии, «За исследования растительных продуктов большой биологической важности, особенно алкалоидов»
- 1947 — Фарадеевская лекция
- 1947 — Медаль Франклина
- 1947 — Медаль Альберта (Королевское общество искусств)
- 1953 — Медаль Пристли
- 1953 — Мемориальные лекции Вейцмана

В его честь была учреждена Премия Роберта Робинсона которая вручается Королевским химическим обществом.